# Vereinigte Möbelfabriken Germania
Die Vereinigte Möbelfabriken Germania AG war eine Anfang des 20. Jahrhunderts in Bad Lauterberg gegründete Aktiengesellschaft mit einer Niederlassung in Kaiserslautern zur Herstellung von Stühlen und ähnlichen Möbeln.

## Geschichte
In der späten Gründerzeit des Deutschen Kaiserreichs taten sich mehrere Möbelfabriken in Bad Lauterberg zusammen, um am 6. August 1908 die Vereinigten Möbelfabriken „Germania“ als Aktiengesellschaft zu gründen. Im Handelsregister wurde die „[...] Herstellung und Vertrieb von Stühlen und verwandten Artikeln“ eingetragen. Ebenfalls 1908 entwarf der Designer Hans Günther Reinstein einen Sessel aus Wellpappe, Schicht- und Bugholz, den er noch ab demselben Jahr entweder von der nach der Germania benannten Bad Lauterberger Aktiengesellschaft oder ab 1911 von der in Wien produzierenden Press-Stoff-Möbel-Gesellschaft herstellen ließ.
In den Jahren von 1909 bis 1911 wurde eine Zweigniederlassung der Germania in Kaiserslautern unterhalten.
Nach dem Ersten Weltkrieg und zu Beginn der Weimarer Republik wurde die Vereinigte Möbelfabriken Germania AG im Jahr 1920 von der Oldenburger Reederei AG übernommen.